# Ernst R. Hauschka
Ernst Reinhold Hauschka (* 8. August 1926 in Aussig, Tschechoslowakei; † 29. Mai 2012 in Regensburg) war ein deutscher Bibliothekar sowie Aphoristiker und Lyriker.

## Leben
Ernst R. Hauschka studierte in Regensburg und München Philosophie, Pädagogik, Theologie und Zeitungswissenschaft. 1957 promovierte er an der Ludwig-Maximilians-Universität in München zum Doktor der Philosophie. Von 1956 bis 1988 war er im Höheren Bibliotheksdienst in Bayern tätig, zuletzt von 1978 bis 1988 Leitender Bibliotheksdirektor in der Generaldirektion der Bayerischen Staatlichen Bibliotheken. Von 1965 bis 2003 hat er 31 Bücher verfasst, davon 17 Aphorismenbände. Zahlreiche seiner Aphorismen wurden in Kalendern, Zeitschriften und Sammelwerken veröffentlicht. Hauschka war einer der meistzitierten deutschsprachigen Aphoristiker der Gegenwart und Träger zahlreicher literarischer Auszeichnungen und Preise.
Hauschka engagierte sich für zahlreiche Sozialprojekte im Heiligen Land. 1975 wurde er vom Kardinal-Großmeister Maximilien Kardinal de Fuerstenberg zum Ritter des Ritterordens vom Heiligen Grab zu Jerusalem ernannt und am 2. Mai 1975 im Regensburger Dom durch Lorenz Kardinal Jaeger, Großprior der deutschen Statthalterei, in den Orden investiert.
Er war verheiratet mit Helene Hauschka, geb. Heiß (1924–2008).

## Ehrungen und Auszeichnungen
- Deutsche Akademie für Städtebau und Landesplanung
- 1974: Schubart-Literaturpreis der Stadt Aalen
- 1975: Ernennung zum Ritter vom Heiligen Grab
- 1982: Nordgaupreis des Oberpfälzer Kulturbundes in der Kategorie „Dichtung“
- 1983: Verdienstkreuz am Bande der Bundesrepublik Deutschland
- 1989: Mitglied der Sudetendeutschen Akademie der Wissenschaften und Künste

## Werke (Auswahl)

### Religionspädagogik, Zeitungs- und Bibliothekswesen
- Kritische Strukturanalyse der „Katechetischen Blätter“ 1909–30 und Typologie einer Fachzeitschrift. Univ.-Diss., München 1957.
- Das Buch der Bücher. Bibelhandschrift, Bibeldruck und Bibelillustration aus Regensburger Kloster-, Stifts- und Kirchenbibliotheken. Ausstellungskatalog, Regensburg 1962.
- Letter und Bildstock. Meisterwerke der Buchillustration in deutschen Wiegendrucken. Ausstellungskatalog, Regensburg 1962.
- Diplom-Bibliothekar an wissenschaftlichen Bibliotheken in Bayern: Im Dienste von Kultur und Wissenschaft. Generaldirektion d. Bayer. Staatl. Bibliotheken, München 1963.
- Freude am alten Buch. Wertvolle Drucke des 15. bis 17. Jahrhunderts aus Oberpfälzer Staatlichen Bibliotheken. Ausstellungskatalog, Regensburg 1964.
- Handbuch moderner Literatur im Zitat: Sentenzen des 20. Jahrhunderts. Pustet, Regensburg 1968.
- Das öffentliche Büchereiwesen in Bayern: eine Orientierungshilfe. Generaldirektion d. Bayer. Staatl. Bibliotheken, München 1982.

### Aphorismen, Gedichte, Erzählungen
- Weisheit unserer Zeit: Zitate moderner Dichter und Denker. Pustet, Regensburg 1965.
- Gefangene unter dem silbernen Mond: Erzählungen. Martin-Verlag Berger, Buxheim 1969.
- Wortfänge: Ein Zyklus biblischer Szenen aus dem Neuen Testament. Martin-Verlag Berger, Buxheim 1970.
- Sich nähern auf Distanz: neue Gedichte. Martin-Verlag Berger, Buxheim 1972.
- Marienleben. Mit Orig.-Linolschnitten von Fritz Möser. Martin-Verlag Berger, Buxheim [1976].
- Erwägungen eines männlichen Zugvogels: Gedichte. Lassleben, Kallmünz [1978], ISBN 3-7847-8107-1.
- Gott ist mächtig im Schwachen. Martin-Verlag Berger, Buxheim [1979?], ISBN 3-7865-0063-0.
- Atemzüge – Aphorismen über uns selbst. Martin-Verlag, Buxheim 1980, ISBN 3-7865-0072-X.
- Lesen macht Spass. Englisch, Wiesbaden 1983, ISBN 3-88140-148-2.
- Sprechzeit: Einwände, Erfahrungen, Bekenntnisse. Delp, München 1986, ISBN 3-7689-0224-2.
- Excerpta: 425 auserlesene Aphorismen. Steinmeier, Nördlingen 2002, ISBN 3-936363-02-1.

### Stadtführer für Regensburg
- Stadtführer Regensburg: die 21 schönsten Standorte. 3. Auflage. erw. und stark verb. Neuausg. der Erstaufl. Fotos von Wilkin Spitta, Mittelbayerische Dr.- und Verlag-Ges., Regensburg 1992, ISBN 3-927529-77-X.